# MilleVoci
MilleVoci è un programma televisivo italiano di genere musicale in onda su molte emittenti tv regionali sul web dal giugno 2005.
Dopo una prima fase con artisti sconosciuti dal 2006 passa alla conduzione di Gianni Drudi che, dal 2010 al 2017, è affiancato da Gianni Nazzaro e Stefania Cento. Nel 2018 la conduzione diventa tutta al femminile con Daphne Barillaro, anche cantante.
Il programma è prodotto e diretto da Gianni Turco. Dal 2019 è diffuso anche da emittenti a copertura nazionale.

## Edizioni
| Edizione | Anno | Conduzione                                   | Ospiti |
| -------- | ---- | -------------------------------------------- | --- |
| 1°       | 2005 | Anna Fattori                                 | |
| 1°       | 2006 | Gianni Drudi                                 | I Vernice, Gianni Drudi |
| 2°       | 2007 | Gianni Drudi                                 | Tiziana Rivale, Gianni Drudi, I Dolls, Franco Dani |
| 3°       | 2008 | Gianni Drudi                                 | Tiziana Rivale, Gianni Drudi, Franco Dani, Il Giardino dei Semplici                                                                                   |
| 4°       | 2009 | Gianni Drudi                                 | Don Backy, Giovanna, Tiziana Rivale, Stefania Cento, Jalisse, Gianni Nazzaro, Gianna Martorella, Elena Presti.                                        |
| 5°       | 2010 | Gianni Drudi                                 | Gianni Nazzaro, Stefania Cento, Gianni Drudi |
| 6°       | 2011 | Gianni Drudi                                 | Franco Fasano, Il Giardino dei Semplici |
| 7°       | 2012 | Gianni Drudi, Gianni Nazzaro, Stefania Cento | I Santo California, Francesca Alotta, Martufello, Tiziana Rivale, Dino, Umberto Napolitano                                                            |
| 8°       | 2013 | Gianni Drudi, Gianni Nazzaro, Stefania Cento | I Cugini di Campagna, Bruno Filippini, Annalisa Minetti, Bobby Solo, Francesca Alotta                                                                 |
| 9°       | 2014 | Gianni Drudi, Gianni Nazzaro, Stefania Cento | I cugini di Campagna, Gianfranco Caliendo, Little Tony Family, Jalisse, I Santo California, Santino Rocchetti, Michele, Mimmo Cavallo, Flora Contento |
| 10°      | 2015 | Gianni Drudi, Gianni Nazzaro, Stefania Cento | Edoardo Vianello, Marcello Cirillo, I Cugini di Campagna, I Santo California, Il Giardino dei Semplici                                                |
| 11°      | 2016 | Gianni Drudi, Gianni Nazzaro, Stefania Cento | Franco Fasano, Giovanna, Jalisse, I Santo California                                                                                                  |
| 12°      | 2017 | Gianni Drudi, Gianni Nazzaro, Stefania Cento | Milk and Coffie, Nik Luciani, Franco Dani, I Santo California                                                                                         |
| 13°      | 2018 | Stefania Cento                               | Gianni Druidi, Milk and Coffie, Giovanna, I Santo California                                                                                          |
| 14°      | 2019 | Daphne Barillaro                             | Don Backy, Franco Fasano, Milk and Coffie, I Santo California, Santino Rocchetti, Caterina Ferri                                                      |
| 15°      | 2020 | Daphne Barillaro                             | Don Backy, Franco Fasano, Milk and Coffee, I Santo California                                                                                         |
| 16°      | 2021 | Daphne Barillaro                             | Michele, Bruno Filippini, Santino Rocchetti, Milk and Coffee                                                                                          |
| 17°      | 2022 | Daphne Barillaro                             | Franco Fasano, Stefania Cento, Il Giardino dei Semplici, Giovanna, Michele, Milk and Coffee, I Santo California, Caterina Ferri.                      |
| 19°      | 2023 | Daphne Barillaro                             | Il Giardino dei Semplici, Giovanna, Michele, I Santo California, Caterina Ferri                                                                       |